# Carpatho-Rusyn Americans
Carpatho-Rusyn Americans — бывший ежеквартальный журнал о культуре, истории и религии русиноязычных народов и их потомков в Соединенных Штатах Америки и Европе. Орган карпаторусинского исследовательского центра — некоммерческой культурной организации, целью которой является распространение знаний о всех аспектах карпаторусинской культуры посредством публикации и распространения научных и образовательных материалов о наследии карпато-русинов в Европе и Америке.
Выходит с 1978 года.
Основателем и главным редактором в 1978—1984 и 1988—1997 годах была Патриция А. Кравчик.
Издание акцентирует внимание на изучении, прежде всего, исторического и духовного наследия карпатских русинов. Печатает биографические справки о М. Балугьянском, А. Добрянском-Сачурове, А. Духновиче, В. Кукольнике, И. Орлае и других видных представителях карпатских русинов, а также сведения о деятельности русинов в США. Исследует факторы, стимулирующие эмиграцию русинов в Северную Америку и Европу, жизнь этой этнической группы.